# Atletica leggera ai XVIII Giochi panamericani
L'atletica leggera ai XVIII Giochi panamericani si è svolta all'Estadio Atlético de la Villa Deportiva Nacional di Lima, in Perù. Le gare di maratona e di marcia hanno preso il via nel Parco Kennedy, nel distretto di Miraflores. In questa edizione, rispetto alle precedenti, è stata aggiunta la 50 km di marcia femminile. Le gare erano valide come qualificazioni ai Giochi della XXXII Olimpiade.

## Risultati

### Uomini
| Evento | Oro                                                                            | Prest.      | Argento                                                                  | Prest.      | Bronzo                                                                           | Prest.      |
| Corse piane | Corse piane                                                                    | Corse piane | Corse piane                                                              | Corse piane | Corse piane                                                                      | Corse piane |
| --- | ------------------------------------------------------------------------------ | ----------- | ------------------------------------------------------------------------ | ----------- | -------------------------------------------------------------------------------- | ----------- |
| 100 m (dettagli) | Mike Rodgers                                                                   | 10"09       | Paulo André de Oliveira                                                  | 10"16       | Cejhae Greene                                                                    | 10"23       |
| 200 m (dettagli) | Álex Quiñónez                                                                  | 20"27       | Jereem Richards                                                          | 20"38       | Yancarlos Martínez                                                               | 20"44       |
| 400 m (dettagli) | Anthony Zambrano                                                               | 44"83       | Demish Gaye                                                              | 44"94       | Justin Robinson                                                                  | 45"07       |
| 800 m (dettagli) | Marco Arop                                                                     | 1'44"25     | Wesley Vázquez                                                           | 1'44"48     | Ryan Sánchez                                                                     | 1'45"19     |
| 1500 m (dettagli) | José Carlos Villarreal                                                         | 3'39"83     | John Gregorek Jr.                                                        | 3'40"94     | William Paulson                                                                  | 3'41"15     |
| 5000 m (dettagli) | Fernando Martínez                                                              | 13'53"93    | Altobeli da Silva                                                        | 13'54"42    | Carlos Díaz                                                                      | 13'54"43    |
| 10000 m (dettagli) | Ederson Pereira                                                                | 28'27"47    | Reid Buchanan                                                            | 28'28"41    | Lawi Lalang                                                                      | 28'31"75    |
| Corse ad ostacoli |                                                                                |             |                                                                          |             |                                                                                  |             |
| 110 metri ostacoli (dettagli) | Shane Brathwaite                                                               | 13"31       | Freddie Crittenden                                                       | 13"32       | Eduardo de Deus                                                                  | 13"48       |
| 400 metri ostacoli (dettagli) | Alison dos Santos                                                              | 48"45       | Amere Lattin                                                             | 48"98       | Kemar Mowatt                                                                     | 49"09       |
| 3000 metri siepi (dettagli) | Altobeli da Silva                                                              | 8'30"73     | Carlos Sanmartín                                                         | 8'32"24     | Mario Bazán                                                                      | 8'32"34     |
| Staffette |                                                                                |             |                                                                          |             |                                                                                  |             |
| 4×100 m (dettagli) | Brasile Rodrigo do Nascimento Jorge Vides Derick Silva Paulo André de Oliveira | 38"27       | Trinidad e Tobago Jerod Elcock Keston Bledman Akanni Hislop Kyle Greaux  | 38"46       | Stati Uniti Jarret Eaton Cravon Gillespie Bryce Robinson Mike Rodgers            | 38"79       |
| 4×400 m (dettagli) | Colombia Jhon Perlaza Diego Palomeque Jhon Solís Anthony Zambrano              | 3'01"41     | Stati Uniti Mar'Yea Harris Michael Cherry Justin Robinson Wilbert London | 3'01"72     | Trinidad e Tobago Dwight St Hillaire Jereem Richards Deon Lendore Machel Cedenio | 3'02"25     |
| Salti |                                                                                |             |                                                                          |             |                                                                                  |             |
| Salto in alto (dettagli) | Luis Zayas                                                                     | 2,30 m      | Michael Mason                                                            | 2,28 m      | Roberto Vilches                                                                  | 2,26 m      |
| Salto con l'asta (dettagli) | Chris Nilsen                                                                   | 5,76 m      | Augusto Dutra                                                            | 5,71 m      | Clayton Fritsch                                                                  | 5,61 m      |
| Salto in lungo (dettagli) | Juan Miguel Echevarría                                                         | 8,27 m      | Tajay Gayle                                                              | 8,17 m      | Emiliano Lasa                                                                    | 7,87 m      |
| Salto triplo (dettagli) | Omar Craddock                                                                  | 17,42 m     | Jordan Díaz                                                              | 17,38 m     | Andy Díaz                                                                        | 16,83 m     |
| Lanci |                                                                                |             |                                                                          |             |                                                                                  |             |
| Getto del peso (dettagli) | Darlan Romani                                                                  | 22,07 m     | Jordan Geist                                                             | 20,67 m     | Uziel Muñoz                                                                      | 20,56 m     |
| Lancio del disco (dettagli) | Fedrick Dacres                                                                 | 67,68 m     | Traves Smikle                                                            | 65,02 m     | Reginald Jagers III                                                              | 64,48 m     |
| Lancio del martello (dettagli) | Gabriel Kehr                                                                   | 74,98 m     | Humberto Mansilla                                                        | 74,38 m     | Sean Donnelly                                                                    | 74,23 m     |
| Lancio del giavellotto (dettagli) | Anderson Peters                                                                | 87,31 m     | Keshorn Walcott                                                          | 83,55 m     | Albert Reynolds                                                                  | 82,19 m     |
| Prove su strada |                                                                                |             |                                                                          |             |                                                                                  |             |
| Maratona (dettagli) | Cristhian Pacheco                                                              | 2h09'31"    | José Luis Santana                                                        | 2h10'54"    | Juan Joel Pacheco                                                                | 2h12'10"    |
| Marcia 20 km (dettagli) | Brian Pintado                                                                  | 1h21'51"    | Caio Bonfim                                                              | 1h21'57"    | José Alejandro Barrondo                                                          | 1h21'57"    |
| Marcia 50 km (dettagli) | Claudio Villanueva                                                             | 3h50'01"    | Horacio Nava                                                             | 3h51'45"    | Diego Pinzón                                                                     | 3h53'49"    |
| Prove multiple |                                                                                |             |                                                                          |             |                                                                                  |             |
| Decathlon (dettagli) | Damian Warner                                                                  | 8513 p.     | Lindon Victor                                                            | 8240 p.     | Pierce LePage                                                                    | 8161 p.     |
| record mondiale; record mondiale stagionale; record nord-centroamericano e caraibico; record sudamericano; record dei Giochi panamericani; record nazionale; record personale; record personale stagionale. |                                                                                |             |                                                                          |             |                                                                                  |             |

### Donne
| Evento | Oro                                                                              | Prest.      | Argento                                                                | Prest.      | Bronzo                                                                    | Prest.      |
| Corse piane | Corse piane                                                                      | Corse piane | Corse piane                                                            | Corse piane | Corse piane                                                               | Corse piane |
| --- | -------------------------------------------------------------------------------- | ----------- | ---------------------------------------------------------------------- | ----------- | ------------------------------------------------------------------------- | ----------- |
| 100 m (dettagli) | Elaine Thompson                                                                  | 11"18       | Michelle-Lee Ahye                                                      | 11"27       | Vitória Cristina Rosa                                                     | 11"30       |
| 200 m (dettagli) | Shelly-Ann Fraser-Pryce                                                          | 22"43       | Vitória Cristina Rosa                                                  | 22"62       | Tynia Gaither                                                             | 22"76       |
| 400 m (dettagli) | Shericka Jackson                                                                 | 50"73       | Paola Morán                                                            | 51"02       | Courtney Okolo                                                            | 51"22       |
| 800 m (dettagli) | Natoya Goule                                                                     | 2'01"26     | Rose Mary Almanza                                                      | 2'01"64     | Déborah Rodríguez                                                         | 2'01"66     |
| 1500 m (dettagli) | Nikki Hiltz                                                                      | 4'07"14     | Aisha Praught                                                          | 4'08"26     | Alexa Efraimson                                                           | 4'08"63     |
| 5000 m (dettagli) | Laura Galván                                                                     | 15'35"47    | Jessica O'Connell                                                      | 15'36"08    | Kimberley Conley                                                          | 15'36"95    |
| 10000 m (dettagli) | Natasha Wodak                                                                    | 31'55"17    | Risper Biyaki                                                          | 31'59"00    | Rachel Cliff                                                              | 32'13"34    |
| Corse ad ostacoli |                                                                                  |             |                                                                        |             |                                                                           |             |
| 100 m (dettagli) | Andrea Vargas                                                                    | 12"82       | Chanel Brissett                                                        | 12"99       | Megan Tapper                                                              | 13"01       |
| 400 m (dettagli) | Sage Watson                                                                      | 55"16       | Anna Cockrell                                                          | 55"50       | Rushell Clayton                                                           | 55"53       |
| 3000 m (dettagli) | Geneviève Lalonde                                                                | 9'41"45     | Marisa Howard                                                          | 9'43"78     | Belén Casetta                                                             | 9'44"46     |
| Staffette |                                                                                  |             |                                                                        |             |                                                                           |             |
| 4×100 m (dettagli) | Brasile Andressa Fidelis Vitória Cristina Rosa Lorraine Martins Rosângela Santos | 43"04       | Canada Khamica Bingham Crystal Emmanuel Ashlan Best Leya Buchanan      | 43"37       | Stati Uniti Chanel Brissett Twanisha Terry Shania Collins Lynna Irby      | 43"39       |
| 4×400 m (dettagli) | Stati Uniti Lynna Irby Jaide Stepter Anna Cockrell Courtney Okolo                | 3'26"46     | Canada Natassha McDonald Aiyanna Stiverne Kyra Constantine Sage Watson | 3'27"01     | Giamaica Stephenie McPherson Tiffany James Natoya Goule Roniesha McGregor | 3'27"61     |
| Salti |                                                                                  |             |                                                                        |             |                                                                           |             |
| Salto in alto (dettagli) | Levern Spencer                                                                   | 1,87 m      | Priscilla Frederick                                                    | 1,87 m      | Kimberly Williamson                                                       | 1,84 m      |
| Salto con l'asta (dettagli) | Yarisley Silva                                                                   | 4,75 m      | Katie Nageotte                                                         | 4,70 m      | Alysha Newman                                                             | 4,55 m      |
| Salto in lungo (dettagli) | Chantel Malone                                                                   | 6,68 m      | Keturah Orji                                                           | 6,66 m      | Tissanna Hickling                                                         | 6,59 m      |
| Salto triplo (dettagli) | Yulimar Rojas                                                                    | 15,11 m     | Shanieka Ricketts                                                      | 14,77 m     | Liadagmis Povea                                                           | 14,60 m     |
| Lanci |                                                                                  |             |                                                                        |             |                                                                           |             |
| Getto del peso (dettagli) | Danniel Thomas-Dodd                                                              | 19,55 m     | Brittany Crew                                                          | 19,07 m     | Jessica Ramsey                                                            | 19,01 m     |
| Lancio del disco (dettagli) | Yaimé Pérez                                                                      | 66,58 m     | Andressa de Morais                                                     | 65,98 m     | Fernanda Martins                                                          | 62,23 m     |
| Lancio del martello (dettagli) | Gwen Berry                                                                       | 74,62 m     | Brooke Andersen                                                        | 71,07 m     | Rosa Rodríguez                                                            | 69,48 m     |
| Lancio del giavellotto (dettagli) | Kara Winger                                                                      | 64,92 m     | Elizabeth Gleadle                                                      | 63,30 m     | Ariana Ince                                                               | 62,32 m     |
| Prove su strada |                                                                                  |             |                                                                        |             |                                                                           |             |
| Maratona (dettagli) | Gladys Tejeda                                                                    | 2h30'55"    | Bethany Sachtleben                                                     | 2h31'20"    | Angie Orjuela                                                             | 2h32'27"    |
| Marcia 20 km (dettagli) | Sandra Arenas                                                                    | 1h28'03"    | Kimberly García                                                        | 1h29'00"    | Érica de Sena                                                             | 1h30'34"    |
| Marcia 50 km (dettagli) | Johana Ordóñez                                                                   | 4h11'12"    | Mirna Ortiz                                                            | 4h15'21"    | Paola Pérez                                                               | 4h16'54"    |
| Prove multiple |                                                                                  |             |                                                                        |             |                                                                           |             |
| Eptathlon (dettagli) | Adriana Rodríguez                                                                | 6113 p.     | Annie Kunz                                                             | 5990 p.     | Martha Araujo                                                             | 5925 p.     |
| record mondiale; record mondiale stagionale; record nord-centroamericano e caraibico; record sudamericano; record dei Giochi panamericani; record nazionale; record personale; record personale stagionale. |                                                                                  |             |                                                                        |             |                                                                           |             |

## Medagliere
| Posizione | Paese                     | Oro | Argento | Bronzo | Totale |
| --------- | ------------------------- | --- | ------- | ------ | ------ |
| 1         | Stati Uniti               | 7   | 14      | 12     | 33     |
| 2         | Brasile                   | 6   | 6       | 4      | 16     |
| 3         | Giamaica                  | 6   | 5       | 6      | 17     |
| 4         | Canada                    | 5   | 6       | 4      | 15     |
| 5         | Cuba                      | 5   | 2       | 2      | 9      |
| 6         | Ecuador                   | 4   | 0       | 1      | 5      |
| 7         | Messico                   | 3   | 4       | 3      | 10     |
| 8         | Colombia                  | 3   | 1       | 3      | 7      |
| 9         | Perù                      | 2   | 1       | 1      | 4      |
| 10        | Cile                      | 1   | 1       | 1      | 3      |
| 11        | Grenada                   | 1   | 1       | 0      | 2      |
| 12        | Saint Lucia               | 1   | 0       | 1      | 2      |
| 12        | Venezuela                 | 1   | 0       | 1      | 2      |
| 14        | Barbados                  | 1   | 0       | 0      | 1      |
| 14        | Isole Vergini Britanniche | 1   | 0       | 0      | 1      |
| 14        | Costa Rica                | 1   | 0       | 0      | 1      |
| 17        | Trinidad e Tobago         | 0   | 4       | 1      | 5      |
| 18        | Antigua e Barbuda         | 0   | 1       | 1      | 2      |
| 18        | Guatemala                 | 0   | 1       | 1      | 2      |
| 18        | Porto Rico                | 0   | 1       | 1      | 2      |
| 21        | Uruguay                   | 0   | 0       | 2      | 2      |
| 22        | Argentina                 | 0   | 0       | 1      | 1      |
| 22        | Bahamas                   | 0   | 0       | 1      | 1      |
| 22        | Rep. Dominicana           | 0   | 0       | 1      | 1      |